# Pontiac Tempest
La Tempest è un'autovettura prodotta dalla Pontiac dal 1961 al 1970 e dal 1988 al 1991.

## Il contesto
La Tempest è stata introdotta come modello compact nel settembre del 1960 per il model year 1961. Essa condivideva il corpo vettura a monoscocca, montato sul pianale Y della General Motors, con la Buick Special, la Buick Skylark, l'Oldsmobile F-85 e l'Oldsmobile Cutlass. Alla gamma Tempest appartenne inizialmente l'allestimento LeMans, che in seguitò diventò modello a sé stante.
Nel 1964, il pianale Y fu riprogettato e venne ribattezzato piattaforma A. Su di esso venne costruita la nuova Tempest, che ora apparteneva alla categoria delle vetture mid-size. Il nome Tempest fu tolto dai listini dopo il model year 1970 in favore della LeMans, cioè della vettura precedentemente collocata al top di gamma della serie.
In seguito, la Pontiac commercializzò un modello ottenuto tramite badge engineering dalla Chevrolet Corsica, e lo mise sul mercato con il nome "Tempest". Fu offerto dal 1988 al 1991 solamente in Canada. Questa terza serie apparteneva alla categoria di vetture compact.

## La prima serie: (1961–1963)
Nonostante condividesse molti lamierati con modelli Oldsmobile, la prima serie della Tempest aveva in dotazione un gruppo motopropulsore innovativo, che comprendeva, tra l'altro, un sistema transaxle posteriore accoppiato con un albero di trasmissione che poteva flettere di 3 pollici (76 mm) in tutta la sua lunghezza, e che ruotava all'interno di un tunnel longitudinale. Accoppiando quindi il motore ed il cambio (in posizione posteriore) si costituiva, in pratica, una struttura formata una sola unità (appunto, il sistema transaxle). Il tunnel longitudinale non era invasivo come i comuni tunnel di trasmissione, e questa era una delle caratteristiche che rendevano questo albero di trasmissione più vantaggioso rispetto a quelli più canonici. Questo tipo di albero di trasmissione che si poteva flettere, era conosciuto come "rope drive" (che letteralmente significa "guida mediante una corda") e venne usato in precedenza sulla concept car Buick LeSabre
La combinazione del sistema transaxle posizionato posteriormente, e del motore montato anteriormente, diede al modello una distribuzione del peso quasi 50/50 tra l'avantreno ed il retrotreno, permettendo l'utilizzo di sospensioni a ruote indipendenti sui due assi ed eliminando la sporgenza davanti al sedile anteriore, sporgenza che tradizionalmente ospitava il cambio. Ciò infatti accadeva in una vettura dallo schema tecnico convenzionale, come per esempio le Buick e le Oldsmobile "sorelle" della Tempest, che utilizzavano però ancora motore e cambio in posizione anteriore.
La Tempest fu progettata da John DeLorean. DeLorean all'epoca era l'ingegnere capo della Pontiac; in precedenza aveva lavorato alla Packard, ed in seguito fondò la DeLorean Motor Company. La Tempest vinse il titolo di "auto dell'anno" della rivista Motor Trend nel 1961.
La Tempest aveva installato un motore a quattro cilindri in linea da 3,2 L di cilindrata, che derivava dalla bancata destra del propulsore V8 Pontiac da 6,4 L. Quest'ultimo era il motore usato di serie dalla Pontiac sui propri modelli di grandi dimensioni come la Bonneville e la Catalina. Questo motore della Tempest era indicato per i clienti che desideravano un propulsore che consumasse poco carburante, perlomeno in confronto con i motori generalmente installati sulle altre vetture statunitensi. Inoltre la Pontiac produceva il motore con un buon contenimento dei costi poiché poteva assemblare il propulsore sulla stessa linea di montaggio del motore V8 da 6,4 L da cui derivava. C'erano tre versioni del propulsore montato sulla Tempest; la prima aveva un basso rapporto di compressione (8,6:1), ed un carburatore monocorpo. Il secondo possedeva un alto rapporto di compressione (10,25:1) ed un carburatore monocorpo, mentre la terza versione era anch'essa con alto rapporto di compressione, ma era dotata di un carburatore quadruplo corpo. I propulsori con carburatore monocorpo erogavano una potenza compresa tra i 110 ed i 140 CV, mentre il motore con carburatore a quadruplo corpo sviluppava 155 CV a 4.800 giri al minuto e 292 N•m di coppia a 2.800 giri al minuto.

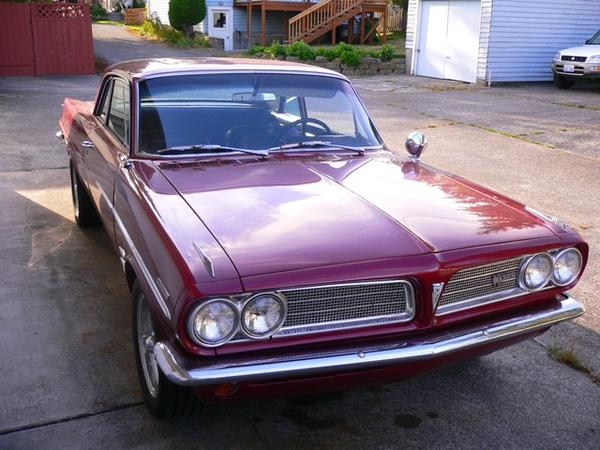
Una Pontiac Tempest LeMans del 1963

Un'altra differenza che si poteva riscontrare tra i modelli basati sulla piattaforma Y erano le ruote. Sia le Buick che le Oldsmobile avevano dei tamburi da 24 cm di diametro e quattro fori per i bulloni su un mozzo da 11 cm di diametro (cioè, come viene chiamato negli Stati Uniti, "schema quattro su quattro e mezzo"). I modelli Pontiac avevano delle ruote con un tamburo di 23 cm di diametro e cinque fori per i bulloni sullo stesso mozzo da 11 cm (questa configurazione era invece nota come " schema cinque su quattro e mezzo").  Questo secondo sistema non era condiviso con nessun altro modello General Motors, ma sarebbe stato identico a quello installato sulla Ford Mustang, che venne lanciata sul mercato successivamente, nel 1964.
Per la Tempest, dal 1961 al 1962 fu disponibile tra gli optional un motore V8 Buick da 3,5 L fabbricato in alluminio. Questo propulsore debuttò sulla concept car Buick LeSabre . Circa 3.662 Tempest furono ordinate con questo motore, circa l'1% della produzione totale. Questo propulsore erogava una potenza compresa tra i 155 ed i 215 CV ed era diverso dagli altri motori Buick da 3,5 L prodotti. Nel 1961, erano disponibili due cambi. Uno era manuale a tre rapporti con leva sul piantone dello sterzo e prima marcia non sincronizzata, mentre l'altro era un cambio automatico a due rapporti controllato da una leva posizionata sul cruscotto a destra dell'avviamento. Il cambio automatico in questione era chiamato TempesTorque, ed era simile al Powerglide, anche se condivideva con esso poche parti. Al momento del lancio, la Tempest era disponibile solo in versione berlina e familiare, entrambe a quattro porte. La versione coupé venne introdotta alla fine del 1961. Nel 1962 fu lanciata sul mercato la cabriolet. Tutte e quattro le versioni erano commercializzate come Tempest. I clienti che avessero desiderato delle coupé e delle cabriolet più lussuose potevano optare per l'allestimento LeMans. Non erano vendute delle Tempest hardtop. Nel 1963 la LeMans diventò un modello a sé stante.
La Tempest del 1963 era leggermente più larga e pesante di quelle dei precedenti due anni. Nell'anno citato venne riprogettato il sistema transaxle per incrementare la maneggevolezza. Inoltre venne offerto un motore opzionale più potente che sostituì il propulsore Buick da 3,5 L. Questo nuovo motore era un V8 Pontiac da 5,3 L che aveva le stesse dimensioni interne del propulsore da 6,4 L, ma internamente era differente. Venne progettato per ottenere una coppia maggiore. Una nuova versione del cambio automatico "TempesTorque" fu progettato per essere più robusto, mentre il cambio a quattro rapporti non fu riservato che alle versioni con motore V8. Il cambio a tre rapporti rimase, comunque, per entrambi i tipi di motori.
Il motore da 5,3 L erogava 260 CV di potenza e 477 N•m di coppia. Questo motore in ghisa pesava 120 kg in più rispetto al quattro cilindri da 3,2 L, e la distribuzione dei pesi cambiò solo marginalmente, portandosi a 54/46 (54% sull'avantreno e 46% sul retrotreno). Questa opzione diventò popolare, tanto che il 52% dei 131.490 esemplari di Tempest e LeMans vendute nel 1963 vennero ordinate con questo propulsore.
Questa serie di Tempest apparteneva alla categoria di vetture compact. Aveva installato anteriormente il motore, ed era a trazione posteriore.

### La Super Duty
La Super Duty era una versione della Tempest ad alte prestazioni. Solo 14 esemplari furono assemblati, e vennero destinati a competere in gare organizzate dalla National Hot Rod Association. Questa versione della Tempest fu prodotta nello stabilimento Pontiac in Michigan durante il Natale del 1962, dopo la notizia dell'imminente ritiro della General Motors dalle competizioni. Il pilota che guidò la Tempest Super Duty con maggiore successo fu Bill Shrewsberry. Shrewsberry possiede ancora il modello in questione, che è equipaggiato con un sistema "Powershift". Sviluppato specificatamente per il Super Duty, il sistema "Powershift" era essenzialmente composto da un cambio a quattro rapporti costituito da due cambi a due rapporti accoppiati, che permetteva l'innesto senza l'utilizzo di una frizione, alla stessa maniera delle moderne gare di accelerazione.

## La seconda serie: (1964–1970)
Nel 1964 la Tempest fu oggetto di un profondo restyling. Il modello ora era più convenzionale, e fu ingrandito, tanto da passare dalla categoria di vettura compact a quella di modello mid-size. La scocca portante, l'albero di trasmissione flessibile e l'architettura transaxle furono eliminati, e vennero sostituiti da un motore anteriore, un cambio in posizione anteriore, un telaio separato e da un retrotreno ad assale rigido. Queste ultime caratteristiche, che erano più convenzionali, erano comuni a tutti gli altri modelli General Motors, con l'eccezione delle Corvette e delle Corvair. Insieme ai modelli omologhi (Oldsmobile F-85/Cutlass e Buick Special/Skylark), le Tempest/LeMans vennero spostate sul nuovo pianale A della General Motors, che era comune anche con la nuova Chevrolet Chevelle. Questi modelli vennero aggiornati, e le modifiche furono applicate per standardizzare i veicoli alle altre vetture del gruppo General Motors. La denominazione Le Mans fu tolta come serie a sé stante, così che la gamma era ora composta, in ordine crescente, dalla Tempest versione base, dalla Tempest Custom e dalla Tempest Le Mans
Il nuovo motore base, che sostituì il precedente quattro cilindri in linea da 3,2 L di cilindrata (che derivava dal V8 da 6,4 L menzionato nel paragrafo precedente), era un sei cilindri in linea da 3,5 L. Questo motore era dotato di un carburatore monocorpo e sviluppava 140 CV di potenza. Il propulsore in questione era la versione rialesata del motore Chevrolet da 3,1 L, che era disponibile esclusivamente per la Pontiac. L'offerta dei motori opzionali comprendeva due versioni del V8 da 5,3 L introdotto precedentemente. Una versione aveva installato un carburatore doppio corpo erogante 250 CV, mentre l'altra possedeva un carburatore quadruplo corpo ed un rapporto di compressione di 10,5:1, che sviluppava 280 CV. L'offerta dei cambi includeva una trasmissione manuale a tre rapporti con leva sul piantone dello sterzo, un cambio manuale a quattro marce con leva Hurst montata sul pavimento oppure un cambio automatico a due rapporti.

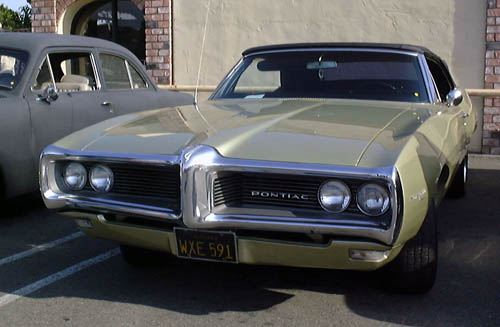
Una Pontiac Tempest prodotta tra il 1968 ed il 1969

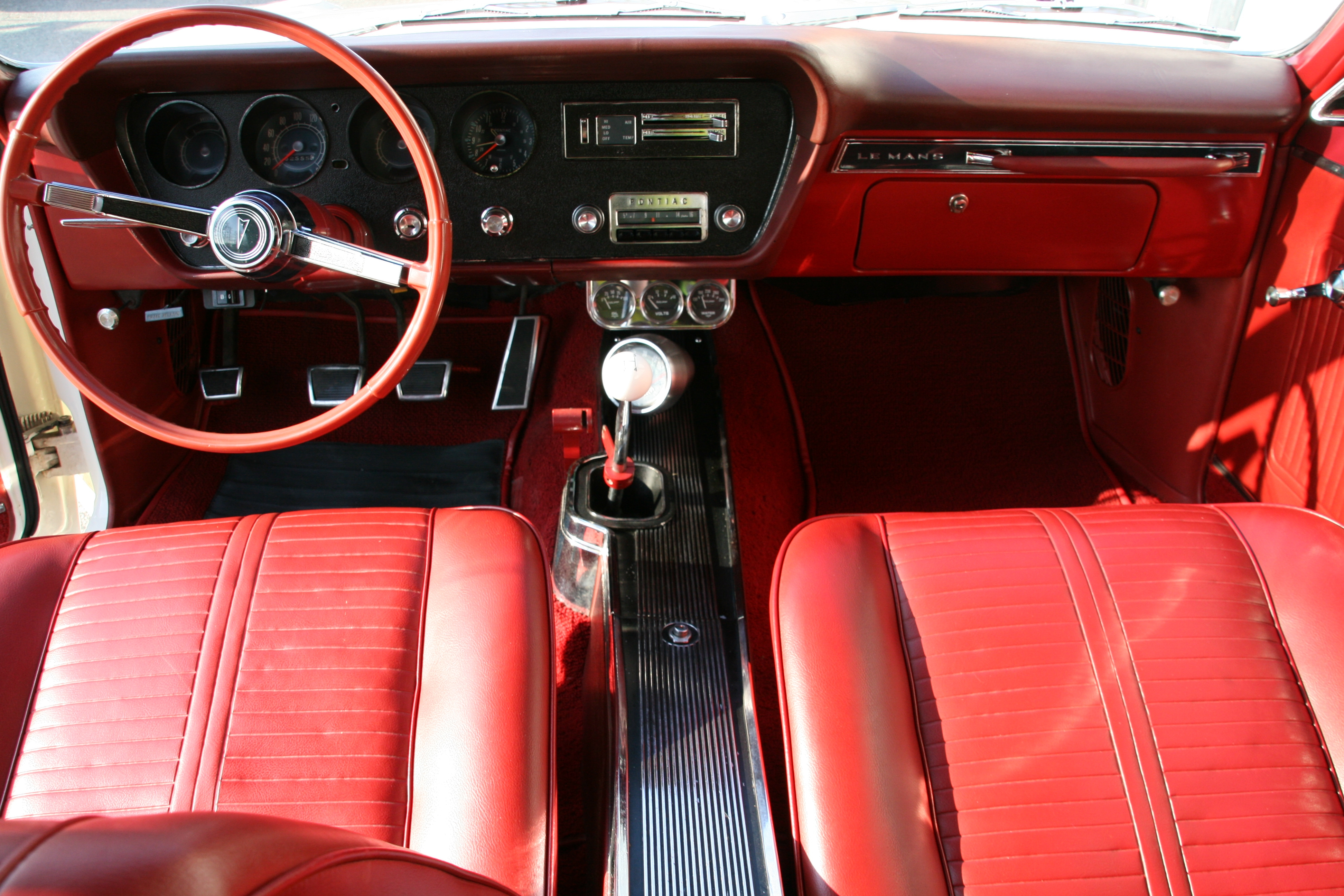
Gli interni di una Pontiac Tempest LeMans del 1965

Nel 1964 fu introdotto un allestimento ad alte prestazioni che comprendeva, tra l'altro, un motore V8, e che venne denominato GTO. In seguito diventò un modello a sé stante, e fu una vettura che funse da spartiacque tra le vetture degli anni sessanta e le successive vetture degli anni settanta. Questo successo portò la Oldsmobile e la Buick a commercializzare degli allestimenti ad alte prestazioni. Nello specifico, furono, rispettivamente, la 442 e la Gran Sport. Entrambe le vetture ebbero successo, e contribuirono a dare il via all'era delle muscle car.
I motori offerti per la Tempest nel 1964 erano i medesimi dell'anno precedente, eccetto che quello da 5,3 L ad alte prestazioni, che venne aggiornato, e che ora erogava 285 CV di potenza. Per quanto riguarda l'estetica, furono aggiornati la calandra, i fanali posteriori ed il portellone posteriore del bagagliaio. Venne aggiunta alla gamma della Tempest Custom una versione hardtop coupé due porte, mentre all'offerta della LeMans venne aggiunta una versione berlina quattro porte equipaggiata con degli interni migliori che richiamavano quelli della Bonneville Brougham.
Un restyling più importante fu effettuato nel 1966. Esso portò a dei corpi vettura più arrotondati, che erano simili a quelli delle altre Pontiac. All'offerta della Tempest Custom fu aggiunta una versione hardtop quattro porte. Nell'occasione, il motore da 3,5 L di cilindrata fu sostituito da un propulsore Pontiac a sei cilindri in linea da 3,8 L con distribuzione monoalbero in testa. Questo fu anche il primo motore statunitense ad utilizzare una cinghia di distribuzione invece che una catena. Questo propulsore possedeva di serie un carburatore monocorpo e sviluppava 165 CV di potenza. Tra gli optional era disponibile, per i modelli a due porte, un pacchetto Sprint che comprendeva un carburatore quadruplo corpo e un rapporto di compressione maggiore, che portavano la potenza erogata a 207 CV. Per i clienti che desideravano un V8, erano ancora offerte le due versioni del motore da 5,3 L, quella “normale” e quella ad alte prestazioni, che erogavano, rispettivamente, 250 CV e 285 CV.
Nel 1967 furono eseguiti cambiamenti minori. I motori ed i cambi rimasero pressoché gli stessi degli anni precedenti. L'unica novità fu la potenza del motore da 3,8 L e carburatore quadruplo corpo, che fu aumentata a 215 CV. Tra gli optional erano disponibili i freni a disco anteriori, il riproduttore di cassette Stereo8 ed il tachimetro esterno montato sul cofano motore.
Nel 1968 la Tempest fu oggetto di un nuovo restyling. Con esso le linee vennero ulteriormente arrotondate, e furono previsti dei tergicristalli che a riposo si eclissavano sotto il bordo del cofano, un ritorno ai fari anteriori a sviluppo orizzontale e due varianti di passo: 2.800 mm per le versioni a due porte e 2.900 mm per le versioni a quattro porte. Il motore da 3,8 L di cilindrata fu aumentato a 4,1 L con la potenza che rimase invariata. Il propulsore V8 da 5,3 L venne sostituito da un nuovo motore V8 da 5,7 L che erogava 250 CV se dotato di un carburatore doppio corpo e 320 CV quando era provvisto di un carburatore quadruplo corpo. La gamma offerta l'anno precedente, vale a dire la Tempest base, la Tempest Custom e la LeMans, fu confermata.
Nel 1969 i cambiamenti furono minori. Nell'occasione la Tempest Custom venne rinominata Custom S, e ciò perdurò solo per l'anno in questione. Tra le novità, ci fu l'introduzione di un nuovo cambio automatico Turbo Hydra-matic 350 a tre rapporti, che sostituì la precedente trasmissione automatica a due rapporti. Il motore V8 da 5,7 L di cilindrata ad alte prestazioni guadagnò 5 CV di potenza, arrivando a 325 CV. Tra l'equipaggiamento di serie, vennero introdotti un nuovo bloccasterzo (al quale era collegato il blocchetto d'accensione rilocato) ed i poggiatesta per i sedili anteriori.
Cambiamenti minori vennero applicati nel 1970. Questo fu l'ultimo anno del modello negli Stati Uniti. Inizialmente la gamma venne limitata alle berline due e quattro porte. A metà anno l'offerta fu espansa con la versione T-37 hardtop coupé; quest'ultima venne indicata come la più economica tra le coupé con hardtop prodotte dalla General Motors. La precedente Custom S diventò "LeMans", e quest'ultima fu rinominata "LeMans Sport". Il motore da 3,8 L fu sostituito da un propulsore Chevrolet a sei cilindri in linea da 4,1 L, mentre il V8 da 5,7 L fu portato a 255 CV nella versione con carburatore a doppio corpo. L'offerta dei nuovi motori comprendeva anche un propulsore V8 da 6,6 L. Quest'ultimo erogava 265 CV quando il rapporto di compressione era 8,6:1 e quando era installato un carburatore doppio corpo, ma sviluppava 330 CV in caso di carburatore quadruplo corpo e rapporto di compressione 10,25:1.
Il nome Tempest venne ritirato temporaneamente dopo il model year 1970. Nel 1971 venne sostituita dalla nuova serie T-37, che includeva ognuna delle tre varianti di carrozzeria proposte nel 1970 per la Tempest e per la precedente T-37. L'anno successivo, la T-37 fu tolta dal mercato, e nel 1972 tutte le Pontiac intermedie vennero denominate LeMans, eccetto la GTO.
Questa serie di Tempest apparteneva alla categoria di vetture mid-size, montava il motore in posizione anteriore ed era a trazione posteriore. Questa serie di Tempest era basata sul pianale A della General Motors.

## La terza serie: (1988–1991)
La terza serie della Tempest è stata una versione ottenuta tramite badge engineering dalla Chevrolet Corsica. Prodotta dal 1988 al 1991, questa nuova generazione era basata sul pianale L della General Motors ed è stata commercializzata solo in Canada. Era disponibile in due allestimenti, base (equivalente alla Corsica LT venduta negli Stati Uniti) ed LE (equivalente alla Corsica LTZ statunitense).
Ciò che distingueva la Tempest dai modelli omologhi basati sul pianale L erano al calandra ed i fari posteriori. I fanali della Tempest vennero in seguito impiegati sulla Corsica statunitense. Altre differenze erano le opzioni disponibili per le ruote, le luci diurne e la strumentazione con scala metrica anziché in miglia.
Questa serie di Tempest apparteneva alla categoria di vetture compact. Aveva il motore montato anteriormente ed era a trazione anteriore.
Questa serie di Tempest venne assemblata a Linden ed a Wilmington.
Furono disponibili un cambio manuale cinque rapporti e due trasmissioni automatiche, una a tre rapporti e l'altra quattro marce. I motori disponibili furono:
- il 122 a quattro cilindri in linea da 2 L di cilindrata;
- il 2200 a quattro cilindri in linea da 2,2 L;
- l’LB6 V6 da 2,8 L;
- l’LH0 V6 da 3,1 L.